# Présomption en droit français
En droit français,  une présomption est un mécanisme probatoire par lequel la preuve d'un fait inconnu est déduite d'un ou plusieurs faits connus à la fonction probatoire incidente, c'est-à-dire, faits qui n'ont pas été réalisés dans un but probatoire. Certains croient à tort qu'une présomption consiste à admettre l'existence d'un fait juridique même en l'absence de preuve. 
Les présomptions sont réglementées par l'article 1382 du Code civil, elles se définissent comme les conséquences que le juge tire d'un fait connu quant à l'existence d'un fait inconnu. En raison de la dangerosité que ces présomptions constituent, le juge ne doit admettre que des présomptions graves, précises et concordantes.
« Ainsi, une présomption existe uniquement lorsqu’un fait, c’est-à-dire un événement de la vie quotidienne qui n’a pas été réalisé dans le seul but de la pré-constitution d’une preuve, permet d’établir un second fait jusqu’alors difficile, voire impossible à prouver ». Par exemple, une filiation maternelle et le mariage de la mère de l'enfant permettent de présumer de la paternité du mari de celle-ci. 
Le droit pénal connaît la présomption d'innocence. Certaines personnes disent que, lorsqu'on parle d'un « coupable présumé » (violeur présumé, tueur présumé, etc.), on préjuge de la culpabilité de la personne, ce qui serait illégal[réf. nécessaire]. En réalité, il s'agit d'un abus de langage, on devrait plutôt parler de présupposé d'innocence.
La présomption peut être :
- simple : une partie à un litige pourra apporter la preuve contraire. Par exemple, lorsqu'un usager d'un ouvrage public est victime d'un préjudice causé par cet ouvrage, le juge administratif présume un « défaut d'entretien » de la part de l'administration. Celle-ci peut toutefois tenter de prouver qu'elle a correctement entretenu l'ouvrage ; si elle y parvient, elle sera dégagée de toute responsabilité.
- mixte : une telle présomption peut être renversée par une des parties à l'aide de certains moyens de preuve définis par la loi.
- irréfragable : il sera impossible de contester cette présomption, qui a donc le même effet qu'une preuve. Ainsi, en France, et ce pendant plus de 50 ans, cinq syndicats de salariés désignés par un arrêté du 31 mars 1966 étaient présumés remplir les conditions de représentativité dans toutes les entreprises. Aucune preuve contraire ne pouvait être apportée contre l'un d'entre eux dans une entreprise donnée, même s'il n'y possède qu'un très petit nombre d'adhérents.

Autre exemple, l'acte authentique, qui désigne un document rédigé par un officier public ou un d'état civil, a une présomption irréfragable puisqu'il constitue une preuve parfaite en soi (à condition que le document soit rédigé formellement, signé et que la personne dont il émane puisse être facilement identifiable).
Il existe des présomptions de :
- mitoyenneté ;
- paternité ;
- propriété ;
- faute ;
- harcèlement ;
- contrat de travail ;
- interposition de personne ;
- légitime défense…